# Влахо-молдавский извод церковнославянского языка
Влахо-молдавский извод церковнославянского языка — региональная литературная норма среднеболгарского языка на территории княжества Валахия и княжества Молдавия, существовавшая в XIV—XVIII веках.
Влахо-молдавский извод фиксируется с XIII—XIV веков. Он был основным письменным языком литературы, созданной в двух современных романоязычных исторических областях до 1714 года, когда началось правление фанариотов и активная эллинизация. В 1697 году в Трансильвании, оккупированной австрийскими Габсбургами, в церквях началось использование латыни. Рукописное собрание молитв и богослужений 1704 года, хранящееся в Шуменском читалище «Добри Войников», было составлено в Брашове на трёх языках — болгарском, старорумынском и греческом, Барбу Хобаном. C XVII начинает в богослужении внедряется литургический румынский язык.
Первым восточнороманским (валашским) письменным памятником является Письмо боярина Някшу 1521 года. Основным источником для написания этого издания являются влашско-болгарские грамоты, которые лишь в качестве исторического письменного памятника раскрывают особенности исторического развития среднеболгарского языка в период до Дамаскинов.
Славянская письменность и литература существовали в Молдавии и Валахии с эпохи второго южнославянского влияния, с деятельности Григория Цамблака в этих областях. Она оставила значительный круг рукописных памятников (среди них и ряд оригинальных) и печатных книг, отражающих, то восточный, то южный типы древнеславянского литературного языка, однако преимущественно последний.
С укреплением киевского центра древнеславянского литературного языка в XVII веке при господарях Василии Лупу и Матее Басарабе в Молдавию переезжают киевские учителя и мастера-печатники. В княжестве основным становится восточно-славянский (украинско-белорусский) извод, который сохраняется до второй половины XVIII века. И лишь с образованием Румынии прекращается бытование древнеславянского литературного языка (см. Трансильванская школа).